# EA Vancouver
EA Vancouver (ранее EA Canada) — разработчик компьютерных игр, в основном, специализирующийся на спортивных симуляторах. Компания расположена в Бернаби. Студия была открыта в январе 1983 года и является крупнейшей студией Electronic Arts (EA). В текущий момент работой в EA Vancouver заняты более 1800 человек — до сих пор ни одной игровой компании не удавалось достичь такого числа работников.

## Рабочая площадь
Компания состоит из рабочей студии захвата движений, двадцати двух совещательных комнат, четырнадцати съёмочных площадок, трёх студий производства, крыла для создания и композиции звуков и музыки и департамента проверки качества. Кроме этих ключевых площадей, есть также тренажёрные и фитнесс залы, кинотеатр, кафетерии, называемые как «EAt», кафе-бар и комната развлечений. Здание расположено рядом с горой Бернаби (англ. Burnaby Mountain).

## История
EA Canada является одной из основных студий американского гиганта-издателя компьютерных игр Electronic Arts, имеющего множество дочерних компаний по всему миру. EA, штаб-квартира которого расположена в городе Редвуд штата Калифорния, приобрёл EA Canada в 1991 году за $11 млн, когда эта канадская фирма была известна как Distinctive Software. На момент приобретения Distinctive Software уже имела репутацию опытного разработчика ряда гоночных и спортивных игр (тогда её издателем выступала Accolade). Став EA Canada, она разработала много игр под брендом EA Games, EA, EA Sports и EA Sports BIG.
EA Black Box, как часть EA Canada, была основана в 2002 году, когда компания Electronic Arts приобрела Black Box Games. Она стала независимой студией в 2005 году. С момента своего основания, EA Black Box известна тем, что разрабатывала некоторые игры серии Need for Speed.
19 декабря 2008 года EA Black Box объявила о закрытии своей ванкуверской студии и перемещении инфраструктур в бернабийские объекты EA Canada в рамках всеобщей реструктуризации Electronic Arts. Должностные лица подчеркнули, что EA Black Box будет оставаться независимым от EA Canada. Процесс должен быть завершён в июне 2009 года.

## Разработанные игры
Ниже приведён список игр, разработанных EA Canada и EA Black Box.

### Под брендом EA Games / EA
Эти игры издаются под брендом «EA Games»/«EA» (бренд «EA Games» сейчас уже не используется):
| Игра                                   | Дата выхода | Платформа |
| -------------------------------------- | ----------- | --- |
| Need for Speed: High Stakes            | 04.05.1999  | Windows, PlayStation |
| Need for Speed: Hot Pursuit 2          | 30.10.2002  | Windows, PlayStation 2, Xbox, GameCube |
| Need for Speed: Underground            | 17.11.2003  | Windows, PlayStation 2, Xbox, GameCube, Game Boy Advance                                                                                                 |
| James Bond 007: Everything or Nothing  | 11.02.2004  | PlayStation 2, Xbox, GameCube, Game Boy Advance |
| Def Jam: Fight for NY                  | 20.09.2004  | PlayStation 2, Xbox, GameCube |
| Need for Speed: Underground 2          | 09.11.2004  | Windows, PlayStation 2, Xbox, GameCube, Game Boy Advance, Nintendo DS, Mobile phone                                                                      |
| Need for Speed: Underground: Rivals    | 18.03.2005  | PlayStation Portable |
| Marvel Nemesis: Rise of the Imperfects | 20.09.2005  | PlayStation 2, Xbox, GameCube, PlayStation Portable, Nintendo DS                                                                                         |
| Need for Speed: Most Wanted            | 11.11.2005  | Windows, Xbox 360, PlayStation 2, Xbox, GameCube, PlayStation Portable, Nintendo DS, Game Boy Advance, Mobile phone                                      |
| Need for Speed: Most Wanted: 5-1-0     | 11.11.2005  | PlayStation Portable |
| Need for Speed: Carbon                 | 31.10.2006  | Windows, Mac OS X, PlayStation 3, Xbox 360, Wii, PlayStation 2, Xbox, GameCube, Zeebo, Game Boy Advance, Nintendo DS, PlayStation Portable, Mobile phone |
| Need for Speed: Carbon: Own the City   | 31.10.2006  | PlayStation Portable, Nintendo DS, Game Boy Advance |
| EA Replay                              | 14.11.2006  | PlayStation Portable |
| Skate                                  | 14.09.2007  | PlayStation 3, Xbox 360, Mobile Phone |
| EA Playground                          | 23.10.2007  | Wii, Nintendo DS |
| Medal of Honor: Heroes 2               | 13.11.2007  | Wii, PlayStation Portable |
| Need for Speed: ProStreet              | 14.11.2007  | Windows, PlayStation 3, Xbox 360, Wii, PlayStation 2, PlayStation Portable, Nintendo DS, Mobile phone                                                    |
| Need for Speed: Undercover             | 18.11.2008  | Windows, PlayStation 3, Xbox 360, Wii, PlayStation 2, PlayStation Portable, Nintendo DS, N-Gage 2.0, iPhone OS, iPod Touch                               |
| Skate It                               | 19.11.2008  | Wii, Nintendo DS |
| Skate 2                                | 21.01.2009  | PlayStation 3, Xbox 360 |
| MySims Racing                          | 08.06.2009  | Nintendo Wii, Nintendo DS |
| Need For Speed: The Run                | 15.11.2011  | Windows, PlayStation 3, Xbox 360, Wii, PC |

### Под брендом EA Sports
Эти игры издаются под брендом EA Sports:
- 3 on 3 NHL Arcade
- 2006 FIFA World Cup
- Facebreaker
- FIFA 06: Road to FIFA World Cup
- FIFA Manager 06
- FIFA 07
- FIFA 08
- FIFA 09
- FIFA 10
- FIFA 11
- FIFA 12
- FIFA 13
- FIFA 14
- FIFA 15
- FIFA 16
- FIFA 17
- FIFA 18
- FIFA 19
- FIFA 20
- FIFA 21
- FIFA Online
- Fight Night: Round 4
- Foes of Ali
- Celebrity Sports Showdown
- Cricket 07
- Cricket 09
- Knockout Kings
- Madden NFL 2007 (Wii)
- MVP 06 NCAA Baseball
- NBA Live 2003
- NBA Live 2004
- NBA Live 2005
- NBA Live 06
- NBA Live 07
- NBA Live 08
- NBA Live 09
- NCAA March Madness
- NHL 06
- NHL 07
- NHL 08
- NHL 09
- NHL 10
- Rugby 06
- Rugby 08
- Total Club Manager 2005
- UEFA Euro 2004
- UEFA Euro 2008
- EA Sports Tennis 2010
- EA Sports UFC
- EA Sports UFC 2
- EA Sports UFC 3
- EA Sports UFC 4
- EA Sports FC 25
- EA Sports FC 24
- FIFA 23
- FIFA 22

### EA Sports BIG
Эти игры издаются под брендом EA Sports BIG:
- Def Jam Vendetta
- FaceBreaker
- FIFA Street
- FIFA Street 2
- FIFA Street 3
- NBA Street
- NBA Street Vol. 2
- NBA Street V3
- NBA Street Showdown
- NBA Street Homecourt
- NFL Street
- NFL Street 2
- NFL Street 3
- NFL Tour
- SSX
- SSX Tricky
- SSX 3
- SSX On Tour